# Camponotus haematocephalus
Camponotus haematocephalus é uma espécie de inseto do gênero Camponotus, pertencente à família Formicidae.